# Каценельсон Ієгуда Лейб Ізраїлевич
Ієгуда Лейб Ізраїлевич Каценельсон (Ієгуда-Лейб-Беньямін) (* 1846, Чернігів — † 1917, Петроград) (псевдонім Букі бен-Іоглі) — єврейський письменник та лікар.

## Життєпис
Навчався в хедері, ієшиві, протягом 1866—1872 років — у Житомирському равинському училищі.
1877 року закінчив Петербурзьку медично-хірургічну академію.
Брав участь у російсько-турецькій війні 1877—1878 років як лікар.
1878 року повертається з війни, працював лікарем в Петербурзі.
З юнацьких років писав вірші на їдиш, у 1897—1892 роках печатався в щотижневику «Російський єврей», у своїх дописах пропагандував сільське господарство та ремісничу працю як шлях продуктивізації єврейства Російської імперії.
В єврейській російськомовній періодиці та їдиш друкувалися його художні твори, медично-історичні та історичні праці.
Написав багато праць по єврейській медицині, зоктрема «Дані про сифіліс в Талмуді» — 1884, 1928 року вийшла друком «Талмуд та медицина».
В 1908—1913 роках був одним з головних редакторів «Єврейської енциклопедії».
З 1892 року входив до центральних комітетів ЕКО та ОПЕ, з 1910 — заступник голови Товариства, був заступником Товариства любителів мови іврит.
Викладав з 1908 року на Курсах сходознавства в Петербурзі, 1910 року їх очолив.
Після поїздки в Ерец-Ісраел 1909 року почав пропагандувати ідеї відродження івриту як розмовного та розвитку єврейських сільськогосподарських поселень на історичній батьківщині.

## Джерело
- Каценельсон-Ієгуда (рос.) [Архівовано 10 червня 2015 у Wayback Machine.]
- Каценельсон Иехуда Лейб Биньямин // Электронная еврейская энциклопедия. (рос.)

1. ↑  Чеська національна авторитетна база даних